# 민족 청소
민족 청소(民族淸掃, ethnic cleansing) 또는 인종 청소(人種淸掃)는 이방인 또는 적대적인 민족을 배제·말살함으로써 그 민족이나 인종이 뿌리내리지 못하도록 하는 정책을 통틀어 일컫는다. 이 용어에 해당하는 정책은 그 강도에 따라 긴 연속체를 이루는데 경미한 쪽은 강제 이민과 인구 이동 정책과 구별이 거의 불가능한 데 반해 심한 쪽은 강제 이주와 대량 학살에 통한다.
1990년대 유고슬라비아 전쟁 때 구유고연방 방송·언론에서 자주 사용하던 세르비아어·크로아티아어의 ‘etničko čišćenje’를 영어로 ‘ethnic cleansing’이라 대략적으로 번역한데서 나온 신조어이다. 하지만 우리가 오늘날 민족 청소라 부르는 개념 자체는 오래전부터 있어왔고 그 예가 많아 많은 학자들이 이 용어를 사용하고 있다. 그러나 보통 긍정적인 의미로 사용되는 "청소"라는 말을 악성 정책에 사용한다 하여 이 용어 사용을 꺼리는 이들도 많다.
"청소"라는 말을 이런 용도로 처음 사용한 것은 나치 독일이었다. 이른바 "최종 해결"을 준비하면서 청소, 이주, 정화(淨化) 등의 용어를 직접적인 단어 대신에 사용했던 것이다.

## 같이 보기
- 유대인 대학살(홀로코스트)
- 일본의 전쟁범죄(아시안 홀로코스트)
- 나치 강제수용소
- 보호책임
- 유고슬라비아 전쟁
- 코소보 전쟁
- 킬링필드
- 제노사이드
- 미얀마의 로힝야족 박해